# Gare de Sainte-Foy-la-Grande
La gare de Sainte-Foy-la-Grande est une gare ferroviaire française de la ligne de Libourne au Buisson, située sur le territoire de la commune de Sainte-Foy-la-Grande, dans le département de la Gironde, en région Nouvelle-Aquitaine.
Elle est mise en service en 1875 par la Compagnie du chemin de fer de Paris à Orléans (PO). C'est une gare de la Société nationale des chemins de fer français (SNCF) desservie par des trains TER Nouvelle-Aquitaine.

## Situation ferroviaire
Établie à 20 m d'altitude, la gare de Sainte-Foy-la-Grande est située au point kilométrique (PK) 585,615 de la ligne de Libourne au Buisson, entre les gares ouvertes de Saint-Antoine-de-Breuilh et de Gardonne.

## Histoire

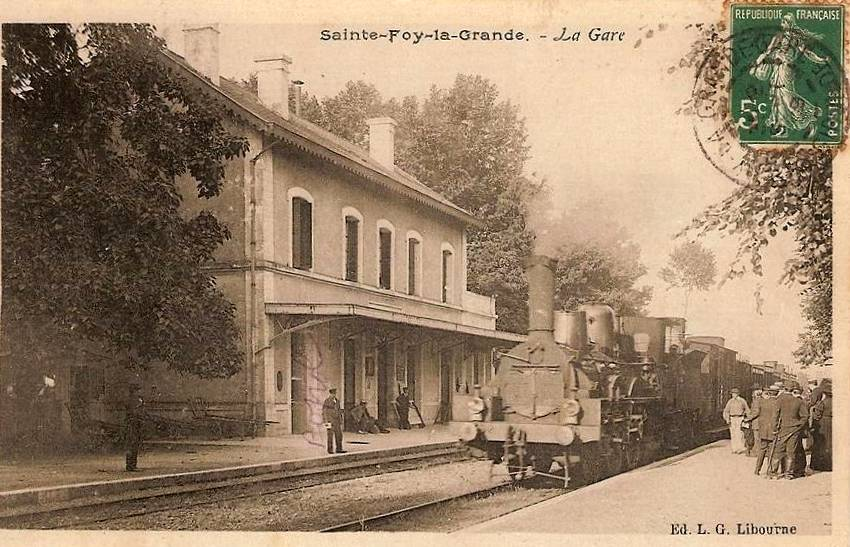
La gare sur une carte postale ancienne.

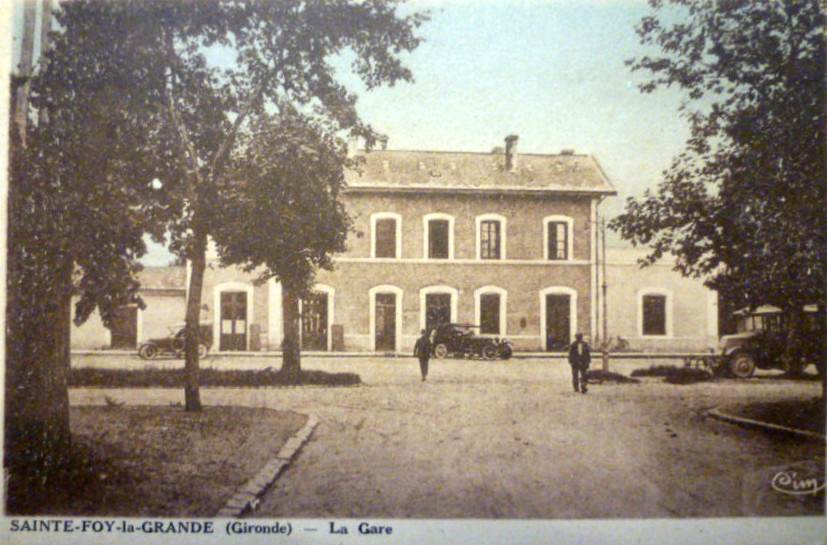
La gare côté rue.

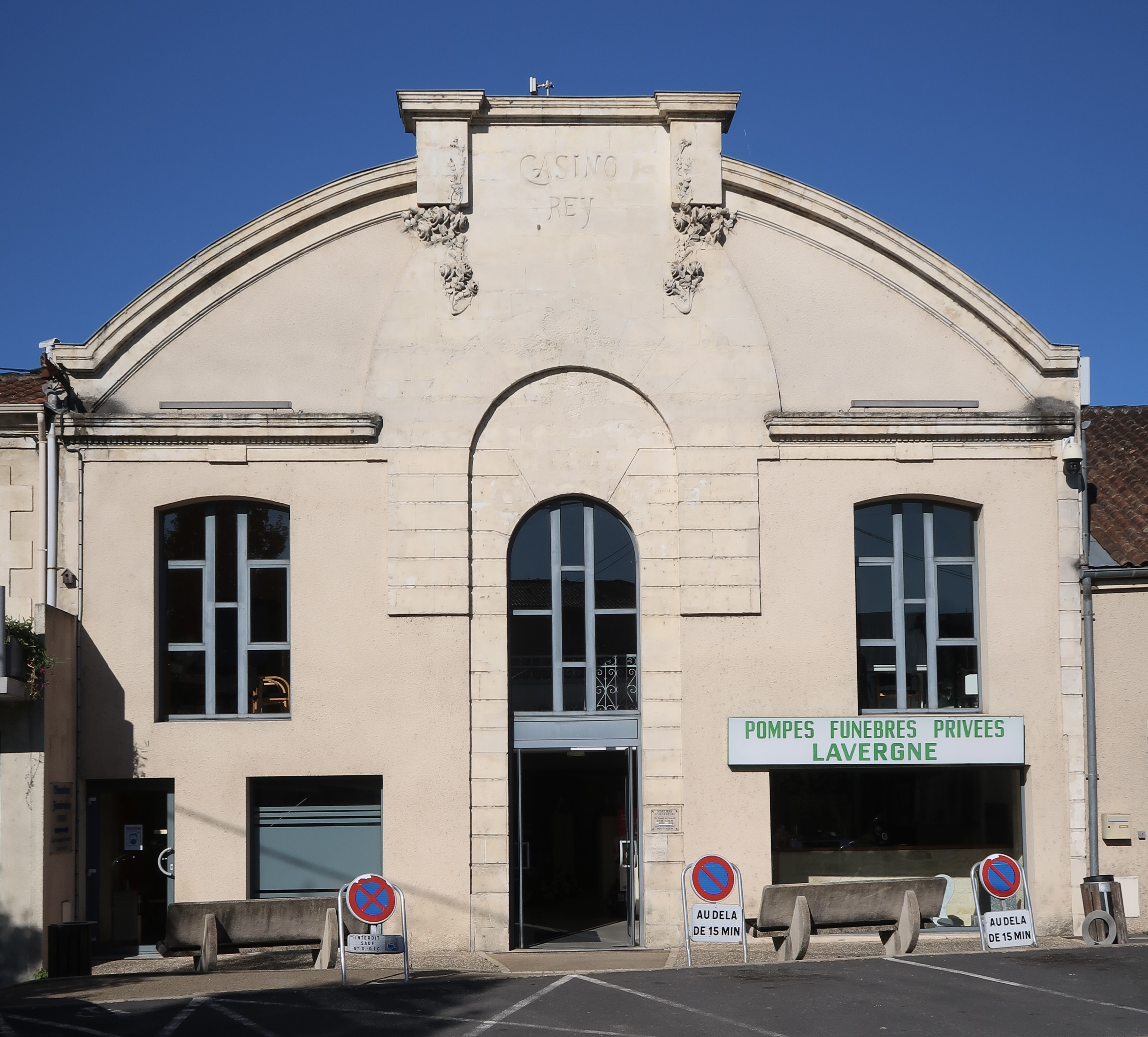
L'ancien Casino Rey.

La « station de Sainte-Foy-la-Grande » est mise en service par la Compagnie du chemin de fer de Paris à Orléans (PO), lorsqu'elle ouvre la section de Saint-Antoine-de-Breuilh à Bergerac, de sa ligne de Libourne à Bergerac, le 20 décembre 1875.
La création de la gare de Sainte-Foy s'accompagne de la construction d'un pont ferroviaire passant sur la Dordogne. La gare est par ailleurs reliée à la bastide de Sainte-Foy-la-Grande par le percement de deux nouvelles voies : l'avenue Paul-Bert vers le boulevard Larégnère et l'avenue de la Gare puis l'avenue Paul-Broca jusqu'à la place Paul-Broca. Le quartier s'urbanise rapidement et plusieurs bâtiments publics sont construits : temple évangélique, cafés et salle de spectacle (le Casino Rey).
Le 11 mars 1906, dans le contexte des tensions entre catholiques et républicains et précisément ici, de la querelle des inventaires, un nommé Roucherie est accueilli comme un héros par une foule de 2000 catholiques gare de Sainte-Foy-la-Grande. Il venait de purger huit jours de prison après avoir participé à des incidents lors d'inventaires à Saint-Avit-du-Moiron. Le cortège marche ensuite vers l'église, où une messe solennelle se tient.
En septembre 1939, à la suite de l'avancée des forces allemandes en Alsace et en Lorraine, les habitants de ces deux régions sont évacués et répartis dans le Centre-Ouest et le Sud-Ouest de la France. Le 10 septembre, la gare de Sainte-Foy-la-Grande voit arriver 850 Alsaciens originaires de Plobsheim, dont une partie est accueillie à Port-Sainte-Foy.
En 2007 un chantier est ouvert pour mettre à niveau les installations. Pour un coût total de 376 000 euros, pris en charge à 55 % par la région Aquitaine, le bâtiment voyageurs est remis en état et rendu accessible aux personnes à mobilité réduite, le parvis est réaménagé pour une meilleure sécurité des piétons et le stationnement des véhicules est réorganisé. L'inauguration de la gare modernisée a lieu le 25 avril 2008. La fréquentation de la gare est de 155 000 voyageurs en 2009.
En 2014, c'est une gare voyageur d'intérêt régional (catégorie B : la fréquentation est supérieure ou égale à 100 000 voyageurs par an de 2010 à 2011), qui dispose de deux quais (le quai 1 a une longueur utile de 180 m et le quai 2 150 m), deux abris et une traversée de voie à niveau par le public (TVP).

### Fréquentation
En 2019, année de travaux sur la ligne ayant nécessité l'interruption durant plusieurs mois de la liaison en train avec Libourne, selon les estimations de la SNCF, la fréquentation annuelle de la gare était de 134 092 voyageurs, contre 171 919 en 2018 et 185 582 en 2017.
| Année               | 2015    | 2016    | 2017    | 2018    | 2019    | 2020    | 2021    | 2022    | 2023    |
| ------------------- | ------- | ------- | ------- | ------- | ------- | ------- | ------- | ------- | ------- |
| Nombre de voyageurs | 178 669 | 173 923 | 185 582 | 171 919 | 134 092 | 132 836 | 166 353 | 212 685 | 229 625 |

## Service des voyageurs

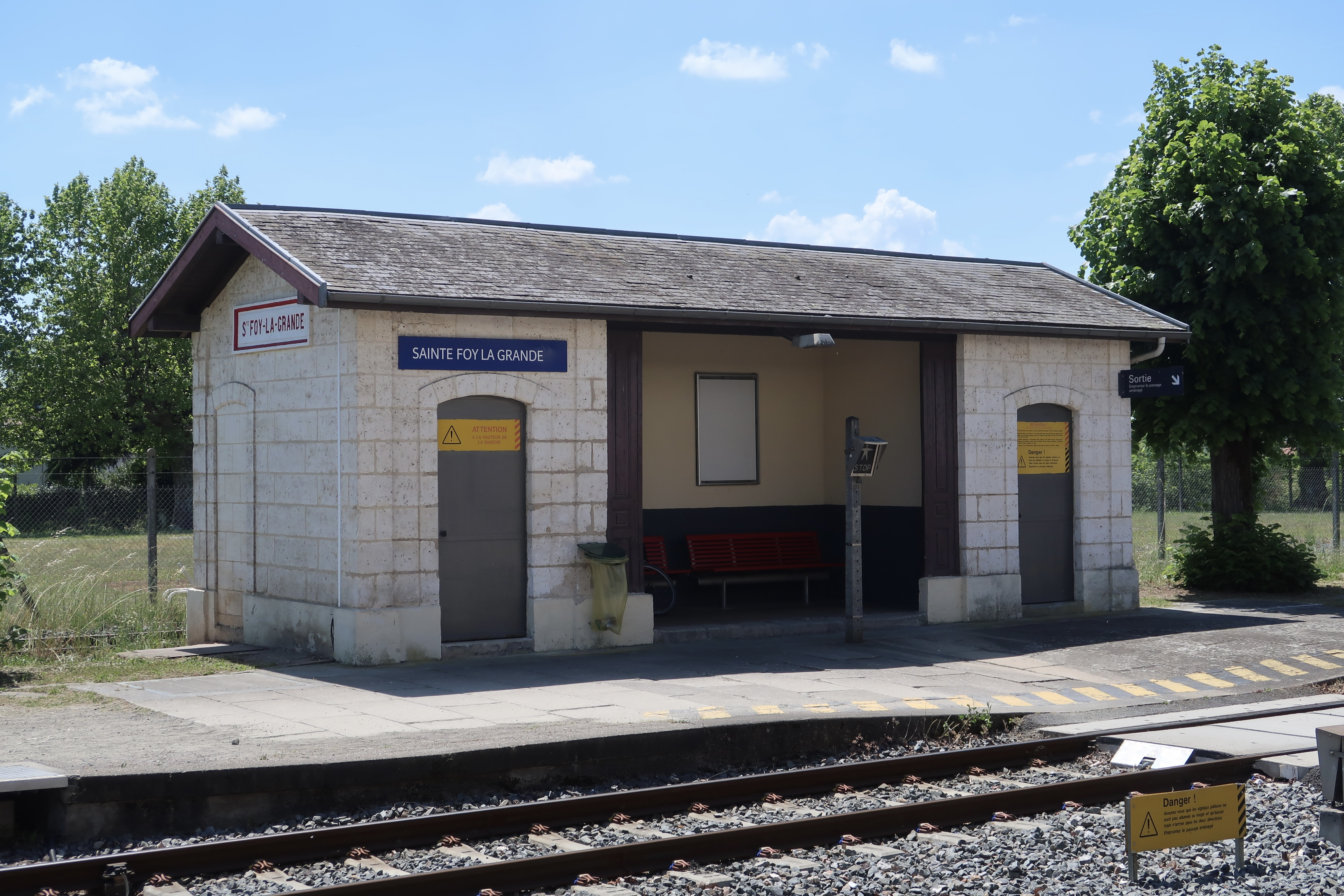
Abri.

### Accueil
Gare SNCF, elle dispose d'un bâtiment voyageurs, avec guichet, ouvert tous les jours. Elle est équipée d'automates pour l'achat de titres de transport.

### Desserte
Sainte-Foy-la-Grande est desservie par des trains TER Nouvelle-Aquitaine qui effectuent des missions entre les gares de Bordeaux-Saint-Jean et de Bergerac ou Sarlat-la-Canéda.

### Intermodalité
Un parc pour les vélos et un parking pour les véhicules sont aménagés. La gare est desservie par des taxis.